# Anna Sivkova
Anna Vitaljevna Sivkova (ryska: Анна Витальевна Сивкова), född den 12 april 1982 i Moskva, Ryssland, är en rysk fäktare som tog OS-guld i damernas lagtävling i värja i samband med de olympiska fäktningstävlingarna 2004 i Aten.